# 夢しずく
「夢しずく」（ゆめしずく）は、1985年10月に五木ひろしが発売したシングルである。

## 収録曲
- 両楽曲共に、編曲：斉藤恒夫

1. 夢しずく（4分21秒）
作詞：松井由利夫／作曲：岡千秋
2. 虞美人草（3分52秒） 
作詞：なかにし礼／作曲：木村好夫